# Natalja Butuzova
Natalja Butuzova, född 17 februari 1954, är en sovjetisk idrottare som tog individuellt silver i bågskytte vid olympiska sommarspelen 1980.